# ماریا کراسیلتسوا
ماریا کراسیلتسوا (ارمنی: [] Error: {{Lang}}: فاقد متن (راهنما); انگلیسی: Maria Krasiltseva؛ زادهٔ ۱۶ نوامبر ۱۹۸۱) اسکیت‌باز نمایشی اهل ارمنستان است که در بازی‌های المپیک زمستانی سال‌های ۱۹۹۸ و ۲۰۰۲ به رقابت پرداخت.
وی در ۱۶ نوامبر ۱۹۸۱ در مسکو به دنیا آمد . 